# Les Mondes d'Aldébaran
Les Mondes d'Aldébaran és una sèrie de còmics concebuda i realitzada per Luiz Eduardo de Oliveira «Leo». Aquesta col·lecció comprèn sis cicles (Aldébaran, Bételgeuse, Antarès, Survivants, Retour sur Aldébaran i Neptune) tots publicats per l'editorial Dargaud. La saga Les Mondes d'Aldébaran s'estructura en cicles de tres a sis àlbums, cada cicle es desenvolupa en un planeta diferent. Només el cicle Antarès té sis volums. Encara que és possible llegir els cicles per separat, es succeeixen cronològicament i formen un tot coherent. Amb cada cicle i cada planeta, els personatges secundaris canvien, però els personatges principals de la història són presents al llarg de la saga. A Survivants, Leo ofereix una narració paral·lela en completa coherència amb la narrativa principal.
L'obra s'inclou en el planet opera, un subgènere de la ciència-ficció que té lloc en una planeta desconegut, amb característiques desconcertants i misterioses, que els personatges principals tenen la missió d'explorar i descobrir en tots els seus aspectes.
Els personatges de Les Mondes d'Aldébaran evolucionen en diversos exoplanetes pertanyents a diversos sistemes i s'enfronten a la fauna d'aquests mons, així com a les divergències d'interès que pertorben els intents de colonització humana. Una misteriosa intel·ligència extraterrestre intervé durant aquestes aventures.
L'autor va imaginar planetes que podien acomodar éssers humans: atmosfera, gravetat, terres cultivables. Els va poblar amb una fauna i flora molt diversificada i mantenint complexes relacions tròfiques.

## Argument
Els personatges presentats són colons, descendents de terrícoles i habitants del planeta Aldébaran. El principal misteri de la saga, per la seva banda, es desenvolupa al voltant de Mantrisse, una enorme criatura proteica. Si els primers volums estan centrats en un home anomenat Marc Sorensen, aquest s'esvaeix a poc a poc per deixar pas a la seva companya, Kim Keller, que esdevé l'heroïna de Bételgeuse i dels àlbums següents. Amb l'aparença d'una història d'aventures futurista, Les Mondes d'Aldébaran aborda temes profunds, començant pel lloc de la dona a les societats. Leo dota de papers principals a dones atrevides i intel·ligents i crea personatges secundaris menys «perfectes», demostrant que no vol idealitzar la dona en el seu conjunt, sinó que li interessen els models de coratge.
La història també ofereix una reflexió sobre la representació de la varietat ètnica. Leo segueix la lògica de la seva història: els terrícoles van arribar a colonitzar Aldebarn, per la qual cosa és normal que tota la diversitat ètnica terrestre també estigui representada a Aldébaran. El racisme ja no és necessari, i la població d'Aldébaran no sembla reconèixer diferents nacionalitats entre regions del planeta. Al final, l'única diferència que importa és la del planeta d'origen de les persones nascudes a la Terra o a Aldébaran, sense recrear-hi cap forma de xenofòbia. L'autor aborda el tema de la colonització. A Bételgeuse, els humans es troben amb una població extraterrestre, els Iums, dotada d'una intel·ligència particular: s'han de considerar com a animals o com a població igual en drets als humans? D'això sorgeix un qüestionament sobre el dret dels humans a colonitzar aquest planeta.